# 多物理场
多物理场（英語：Multiphysics）为耦合有多个同时发生的物理场的过程或系统，以及对此类过程和系统的研究。作为一个跨学科的研究领域，多物理场涵盖了科学和工程当中的许多学科，是一种杂合了数学、物理、科学与工程应用以及数值分析的应用课题。其中，数学通常涉及偏微分方程和张量分析，而物理则指常见类型的物理场或者物理过程。多物理场的应用涉及一个或者多个以上的物理过程或者物理场，典型的应用包括土体固结理论理论、流体动力学模拟、电动力学应用、计算电磁场、传感器（如压电材料）的设计、流体-结构相互作用、多孔材料中的能源和气候变化研究等。 

## 定义
多物理场至今没有广为接受的定义。广义上，多物理场定义为同时设计多个物理模型或者多个物理现象的仿真，但引入“多个物理模型”使这个定义具有广泛的意义，但同时必须注意到这个定义有些自相矛盾，因为物理模型也可能包括了物理现象。COMSOL给出了一个更为狭义的多物理场的定义：多物理场包括耦合了多个物理现象的计算机仿真，以及针对多个相互作用的物理性质的研究。在另一个定义中，一个多物理场系统由多个受物理法则（如守恒定律）支配的部分组成，这个定义非常接近于COMSOL给出的定义，区别在于物理特性并不包括在内。在另一个更为严格的定义中，多物理场则被认为是那些包含耦合多相互作用的多个连续介质中物理现象的过程。在这个定义中，能够被在时间步上以显性方式实现的双向的信息传递则是一个必要的特征。基于上述各种定义，在最新的多物理场著作中多物理被定义为包含有两个或以上同时发生的物理场的的耦合过程或系统，以及针对这些过程和系统的研究 。

## 多物理场的种类
“多物理场”中的“物理”一词指的是“物理场”，多物理场即指多个物理场的共存。在物理学中，一个物理场指一个物理量的值在时间和空间中的分布，例如在气象云图中，矢量可以代表圖中每一点的面风速度（包括速度和方向），这就可以理解为一个速度场。在另一个典型的例子中，一个电场可以被看作是一个从电荷中发散出的电场在空间的延展：空间中每一个点都可以有一个跟位置相关的物理量的值（如场强和电势）。如果将一个试验电荷放在这个电场，则颗粒会被与位置相关的场加速。可能归因于后面一个例子，物理学家倾向于将场理解为产生力的根源。
物理场的概念在大多数科学和工程学科都有使用，但一个学科或者子学科通常只关注某一类物理场，因此多物理场成为了一个极为交叉的学科。多物理場通常使用合成词汇来表示。
传热、孔隙水流动、浓度场、压力应变场、动力学场、化学场、静电场和静磁场幾種物理場理论上可以組合成247種不同的多物理场类型，但多物理场并非只是单个物理场的排列组合，多物理场的研究更多基于某个多物理场类型在实际中的普遍性和价值。侧重多孔介质的情况下，最常见的多物理场有如下几种 ： 
- thermomechanics （热力-力学）
- hydromechanics （水流动-力学）
- thermohydromechanics （热-水流动-力学）
- electrokinetics （电动力学）
- electromagnetics （电磁学）
- elastodynamics （弹性动力学）
- fluid dynamics （流体动力学）
- hydrodynomechanics （水-动力-力学）
- thermoelectromagnetics （热电磁学）
- electromagnetomechanics （电磁力学）

## 多物理场实践
多物理场的实践應先确定一个多物理场的过程或者系统，然后建立一个对这个过程或者系统的数学描述，继而离散化数学模型，最后求解数学离散而得的代数方程并将结果处理。多物理场分析过程与一般的数值分析过程是非常相近的。

### 数学建模
数学模型實際上就是很多方程的集合。在以孔隙水为代表的守恒类问题中，以下包括多种迁移机制的控制方程通常用于描述物理过程：
{\displaystyle {\underbrace {\frac {\partial u}{\partial t}} _{\rm {Accumulation}}\underbrace {+\nabla \cdot \left(uv\right)} _{\rm {Advection}}\underbrace {-\nabla \cdot \left(K\nabla u\right)} _{{\rm {Diffusion\;}}\left({\rm {Conduction}}\right)}\underbrace {-\nabla \cdot \left(D\nabla u\right)} _{\rm {Dispersion}}=\underbrace {Q} _{\rm {Source}}}}
上述守恒方程可以用于描述质量、动量、能量等满足守恒定律的物理量。

### 离散化
离散化是建立数学模型后的下一个步骤，要求将数学模型中继续连续函数的描述离散为以下代数方程：
{\displaystyle \mathrm {K} \cdot \mathrm {u} =\mathrm {F} }
其中{\displaystyle \mathrm {K} }是的刚性矩阵、{\displaystyle \mathrm {u} }是未知数矩阵、{\displaystyle \mathrm {F} }是的力矩阵。以上代数方程可以使用多种离散方法进行离散化。在多物理场研究当中，最常见的离散方法有有限差分法、有限体积法和有限单元法。这些离散方法之间有着较为明显的区别，有各自的优缺点和应用范围。

### 求解和后处理
离散后所得的代数方程的求解可以使用多种直接法和迭代法实现。相对于网格划分、在有限的计算时间内求解出可接受的误差内的解往往更加困难。这涉及到求解参数和求解方法的选择，同时也与离散和数学模型息息相关。多物理场分析的最后一个环节是后处理，這通常要求将所模拟的场或者其他物理量以二维或者三维图像的方式呈现出来。此外，误差分析和敏感性分析也是后处理中常常不可或缺的环节，误差分析有助于选择合适的网格，而敏感性分析有助于理解所求解的解的形状、代码中隐藏的错误和模型定义中存在的问题。